# Lancashire Senior Cup
La Lancashire County Football Association Cup (conocida comúnmente como la Lancashire Senior Cup) es un torneo de fútbol celebrado entre los clubes de Lancashire, Inglaterra. Es una competencia de la County Cup de la Lancashire County Football Association e involucra a los clubes de la Premier League y los clubes de la Football League. Sin embargo, actualmente los grandes clubes suelen enviar sus equipos de reserva.

## Campeones
| Temporada | Campeón                                             | Temporada | Campeón                                                    | Temporada | Campeón                     | Temporada | Campeón           |
| --------- | --------------------------------------------------- | --------- | ---------------------------------------------------------- | --------- | --------------------------- | --------- | ----------------- |
| 1879–80   | Darwen                                              | 1921–22   | Bolton Wanderers                                           | 1961–62   | Burnley                     | 2012–13   | Manchester United |
| 1880–81   | Accrington                                          | 1922–23   | Manchester City                                            | 1962–63   | (Competencia no completada) | 2013–14   | Bury              |
| 1881–82   | Blackburn Rovers                                    | 1923–24   | Liverpool                                                  | 1963–64   | Everton                     | 2014-15   | Bury              |
| 1882–83   | Blackburn Rovers                                    | 1924–25   | Bolton Wanderers                                           | 1964–65   | Burnley                     | 2015-16   | Everton           |
| 1883–84   | Blackburn Rovers                                    | 1925–26   | Bury                                                       | 1965–66   | Burnley                     | 2016-17   | Liverpool         |
| 1884–85   | Blackburn Rovers                                    | 1926–27   | Bolton Wanderers                                           | 1966–67   | Oldham Athletic             | 2017-18   | Bury              |
| 1885–86   | Bolton Wanderers                                    | 1927–28   | Manchester City                                            | 1967–68   | Morecambe                   | 2018-19   | Blackburn Rovers  |
| 1886–87   | Preston North End                                   | 1928–29   | Manchester United                                          | 1968–69   | Manchester United           | 2020-21   | Blackburn Rovers  |
| 1887–88   | Accrington                                          | 1929–30   | Manchester City                                            | 1969–70   | Burnley                     | 2021-22   | Liverpool         |
| 1888–89   | Accrington                                          | 1930–31   | Liverpool                                                  | 1970–71   | Rochdale                    | 2022-23   | Burnley           |
| 1889–90   | Burnley                                             | 1931–32   | Bolton Wanderers                                           | 1971–72   | Burnley                     | 2023-24   | Barrow            |
| 1890–91   | Bolton Wanderers                                    | 1932–33   | Liverpool                                                  | 1972–73   | Liverpool                   | 2024-25   | Bolton Wanderers  |
| 1891–92   | Bury                                                | 1933–34   | Bolton Wanderers                                           | 1973–74   | Manchester City             |           |                   |
| 1892–93   | Preston North End                                   | 1934–35   | Everton                                                    | 1974–82   | (Sin competencia)           |           |                   |
| 1893–94   | Everton                                             | 1935–36   | Blackpool                                                  | 1982–83   | Bury                        |           |                   |
| 1894–95   | Preston North End                                   | 1936–37   | Blackpool                                                  | 1983–84   | Blackburn Rovers            |           |                   |
| 1895–96   | Blackburn Rovers                                    | 1937–38   | Manchester United                                          | 1984–85   | Wigan Athletic              |           |                   |
| 1896–97   | Everton                                             | 1938–39   | Bolton Wanderers y Preston North End (Ganadores conjuntos) | 1985–86   | Blackburn Rovers            |           |                   |
| 1897–98   | Newton Heath                                        | 1939–40   | Everton                                                    | 1986–87   | Bury                        |           |                   |
| 1898–99   | Bury                                                | 1940–41   | Manchester United                                          | 1987–88   | Blackburn Rovers            |           |                   |
| 1899–1900 | Preston North End                                   | 1941–42   | Blackpool                                                  | 1988–89   | Bolton Wanderers            |           |                   |
| 1900–01   | Blackburn Rovers                                    | 1942–43   | Manchester United                                          | 1989–90   | Blackburn Rovers            |           |                   |
| 1901–02   | Blackburn Rovers                                    | 1943–44   | Liverpool                                                  | 1990–91   | Bolton Wanderers            |           |                   |
| 1902–03   | Bury                                                | 1944–45   | Blackburn Rovers                                           | 1991–92   | Wigan Athletic              |           |                   |
| 1903–04   | Blackburn Rovers                                    | 1945–46   | Manchester United                                          | 1992–93   | Burnley                     |           |                   |
| 1904–05   | Southport Central                                   | 1946–47   | Liverpool                                                  | 1993–94   | Blackpool                   |           |                   |
| 1905–06   | Bury                                                | 1947–48   | Bolton Wanderers                                           | 1994–95   | Blackpool                   |           |                   |
| 1906–07   | Blackburn Rovers                                    | 1948–49   | Rochdale                                                   | 1995–96   | Blackpool                   |           |                   |
| 1907–08   | Oldham Athletic                                     | 1949–50   | Burnley                                                    | 1996–97   | Preston North End           |           |                   |
| 1908–09   | Blackburn Rovers                                    | 1950–51   | Manchester United                                          | 1997–98   | (Sin competencia)           |           |                   |
| 1909–10   | Everton                                             | 1951–52   | Burnley                                                    | 1998–99   | Wigan Athletic              |           |                   |
| 1910–11   | Blackburn Rovers                                    | 1952–53   | Manchester City                                            | 1999–04   | (Sin competencia)           |           |                   |
| 1911–12   | Bolton Wanderers                                    | 1953–54   | Blackpool                                                  | 2004–05   | Rochdale                    |           |                   |
| 1912–13   | Manchester United                                   | 1954–55   | Barrow                                                     | 2005–06   | Oldham Athletic             |           |                   |
| 1913–14   | Manchester United                                   | 1955–56   | Liverpool                                                  | 2006–07   | Blackburn Rovers            |           |                   |
| 1914–15   | Burnley                                             | 1956–57   | Chester                                                    | 2007–08   | Manchester United           |           |                   |
| 1915–18   | (Sin competencia)                                   | 1957–58   | Bury                                                       | 2008–09   | Manchester United           |           |                   |
| 1918–19   | Liverpool                                           | 1958–59   | Liverpool                                                  | 2009–10   | Liverpool                   |           |                   |
| 1919–20   | Liverpool y Manchester United (Ganadores conjuntos) | 1959–60   | Burnley                                                    | 2010–11   | Blackburn Rovers            |           |                   |
| 1920–21   | Manchester City                                     | 1960–61   | Burnley                                                    | 2011–12   | Manchester United           |           |                   |

## Finales recientes
Los resultados de las finales desde que la competición se revivió para la temporada 2004-05, son:
| Temporada | Campeón           | Subcampeón         | Resultado final |
| --------- | ----------------- | ------------------ | --------------- |
| 2004–05   | Rochdale          | Bury               | 1-0             |
| 2005–06   | Oldham Athletic   | Preston North End  | 0-0, (7-6 pen.) |
| 2006–07   | Blackburn Rovers  | Bolton Wanderers   | 6-2             |
| 2007–08   | Manchester United | Liverpool          | 3-2             |
| 2008–09   | Manchester United | Bolton Wanderers   | 1-0             |
| 2009–10   | Liverpool         | Oldham Athletic    | 3-0             |
| 2010–11   | Blackburn Rovers  | Preston North End  | 1-1 (3-2 pen.)  |
| 2011–12   | Manchester United | Accrington Stanley | 4-0             |
| 2012–13   | Manchester United | Manchester City    | 2-1             |
| 2013–14   | Bury              | Wigan              | 1-1 (4-2 pen.)  |
| 2014–15   | Bury              | Rochdale           | ?               |
| 2015-16   | Everton           | Oldham Athletic    | 2-2 (5-3 pen.)  |
| 2016–17   | Liverpool         | Fleetwood Town     | 1–1 (5–4 pen.)  |
| 2017–18   | Bury              | Fleetwood Town     | 4–2             |
| 2018–19   | Blackburn Rovers  | Burnley            | 2–0             |
| 2020–21   | Blackburn Rovers  | Wigan Athletic     | 3–1             |
| 2021–22   | Liverpool         | Burnley            | 1–0             |
| 2022–23   | Burnley           | Barrow             | 1–1 (4–1 pen.)  |
| 2023–24   | Barrow            | Burnley            | 1–1 (4–3 pen.)  |
| 2024–25   | Bolton Wanderers  | Burnley            | 1–0             |

## Tabla de campeones
|    | Club              | N.º de campeonatos | Campeonato más reciente |
| -- | ----------------- | ------------------ | ----------------------- |
| 1  | Blackburn Rovers  | 20                 | 2020–21                 |
| 2  | Manchester United | 15                 | 2012–13                 |
| 3  | Liverpool         | 13                 | 2021–22                 |
| 3  | Burnley           | 13                 | 2022–23                 |
| 3  | Bolton Wanderers  | 13                 | 2023–24                 |
| 6  | Bury              | 11                 | 2017–18                 |
| 7  | Blackpool         | 7                  | 1995–96                 |
| 7  | Everton           | 7                  | 2015-16                 |
| 9  | Manchester City   | 6                  | 1973–74                 |
| 9  | Preston North End | 6                  | 1996–97                 |
| 11 | Accrington        | 3                  | 1888–89                 |
| 11 | Oldham Athletic   | 3                  | 2005–06                 |
| 11 | Rochdale          | 3                  | 2004–05                 |
| 11 | Wigan Athletic    | 3                  | 1998–99                 |
| 15 | Barrow            | 2                  | 2023–24                 |
| 16 | Chester City      | 1                  | 1956–57                 |
| 16 | Darwen            | 1                  | 1879–80                 |
| 16 | Morecambe         | 1                  | 1967–68                 |
| 16 | Southport         | 1                  | 1904–05                 |